# Roger von Todi
Roger von Todi (* in Todi; † 5. Januar 1237 daselbst) war ein italienischer Franziskaner.

## Leben
Roger schloss sich 1216 dem Orden der Franziskaner an – nach späten Zeugnissen wurde er von Franziskus selbst aufgenommen, der ihn 1217 zusammen mit anderen Brüdern nach Spanien gesandt habe. Nach seiner Rückkehr wurde er geistlicher Leiter des 1228 von Philippa Mareri gegründeten Klarissenklosters in Borgo San Pietro di Petrella Salto. Gerühmt wurden besonders seine Nächstenliebe und die strikte Einhaltung der Ordensregel. Ihm wurden 16 Wunder zugeschrieben.
Rogers Verehrung wurde 1236 von Papst Gregor IX. für Todi und am 24. April 1751 durch Papst Benedikt XIV. im Franziskanerorden zugelassen. Der Gedenktag war früher der 5. März, jetzt ist es der 5. Januar. Sein Fest wird heute nur noch in der Franziskaner-Provinz Umbrien gefeiert.